# BIIK-Szymkent
BIIK-Szymkent (kaz. «БИІК-Шымкент» ӘФК) – kazachski klub piłki nożnej kobiet, mający siedzibę w mieście Szymkent, na południu kraju, występujący od sezonu 2009 w rozgrywkach Əyelder Ligasy. 

## Historia
Chronologia nazw:
- 2009: Ałma-KTŻ-BIIK Ałmaty («Алма-ҚТЖ-БИІК» ӘФК (Алматы)) – po rozwiązaniu Ałma-KTŻ;
- 2010: BIIK-Kazygurt Szymkent («БИІК-Қазығұрт» ӘФК (Шымкент));
- 2023: BIIK-Szymkent («БИІК-Шымкент» ӘФК).

Kobieca drużyna piłkarska Ałma-KTŻ-BIIK została założona w Ałmaty w 2009 roku, po tym jak klub Ałma-KTŻ został rozwiązany, a część jego zawodników przeniosła się do BIIK. Klub musiał pozostać w Ałmaty, aby mógł startować w Lidze Mistrzyń UEFA Kobiet jako następca Ałma-KTŻ. W debiutowym sezonie 2009 zespół zajął trzecie miejsce w Əyelder Ligasy. W następnym 2010 roku klub przeniósł się do Szymkentu i zmienił nazwę na BIIK-Kazygurt, zajmując w Əyelder Ligasy drugie miejsce. Dopiero w trzecim sezonie klub wywalczył po raz pierwszy mistrzostwo kraju. W 2012 spadł na drugie miejsce w tabeli końcowej. Od 2013 klub co sezon zostawał mistrzem kraju.

## Barwy klubowe, strój, herb, hymn
|  |

Klub ma barwy niebieskie. Piłkarki domowe spotkania zazwyczaj grają w niebieskich koszulkach, niebieskich spodenkach oraz niebieskich getrach.

## Sukcesy

### Trofea międzynarodowe
| \| \| Zdobyte trofea w rozgrywkach międzynarodowych (stan na: 31-05-2023) \| |                                                                     |      |                                    |
| Rozgrywki                                                                    | Osiągnięcie                                                         | Razy | Sezon(y)                           |
| · Liga Mistrzyń UEFA                                                         | zdobywca                                                            | 0    |                                    |
| · Liga Mistrzyń UEFA                                                         | finalista                                                           | 0    |                                    |
| · Liga Mistrzyń UEFA                                                         | 1/8 finału                                                          | 4    | 2016/17, 2017/18, 2019/20, 2020/21 |
| FIFA                                                                         | Zdobyte trofea w rozgrywkach międzynarodowych (stan na: 31-05-2023) |      |                                    |

### Trofea krajowe
| \| \| Zdobyte trofea w rozgrywkach Kazachstanu (stan na: 12-10-2024) \| |                                                                |      |                                                                              |
| Rozgrywki                                                               | Osiągnięcie                                                    | Razy | Sezon(y)                                                                     |
| Mistrzostwo                                                             | I miejsce                                                      | 13   | 2011, 2013, 2014, 2015, 2016, 2017, 2018, 2019, 2020, 2021, 2022, 2023, 2024 |
| Mistrzostwo                                                             | II miejsce                                                     | 2    | 2010, 2012                                                                   |
| Mistrzostwo                                                             | III miejsce                                                    | 1    | 2009                                                                         |
| Puchar                                                                  | zdobywca                                                       | 13   | 2010, 2011, 2012, 2013, 2014, 2015, 2016, 2017, 2018, 2019, 2021, 2022, 2023 |
| Puchar                                                                  | finalista                                                      | 0    |                                                                              |
| Kazachstan                                                              | Zdobyte trofea w rozgrywkach Kazachstanu (stan na: 12-10-2024) |      |                                                                              |

## Poszczególne sezony

### Rozgrywki międzynarodowe

#### Europejskie puchary
Klub 12 razy uczestniczył w rozgrywkach europejskich.

### Rozgrywki krajowe
| \| Kazachstan \| Bilans występów klubu w rozgrywkach piłkarskich Kazachstanu (Stan na 31 grudnia 2023 r.) \| \| |                                                                                          |        |       |   |   |   |    |    |     |                    |        |        |      |
| Poziom | Rozgrywki                                                                                | Sezony | Mecze | Z | R | P | B+ | B– | Pkt | Lata               | Awanse | Spadki | Naj. |
| I | Əyelder Ligasy                                                                           | 15     |       |   |   |   |    |    |     | od 2009            | 0      | 0      | 1    |
| | Puchar Kazachstanu                                                                       | 14     |       |   |   |   |    |    |     | 2009–2019, od 2021 | 0      | 0      | 1    |
| Kazachstan | Bilans występów klubu w rozgrywkach piłkarskich Kazachstanu (Stan na 31 grudnia 2023 r.) |        |       |   |   |   |    |    |     |                    |        |        |      |

## Piłkarki, trenerzy, prezydenci i właściciele klubu

### Trenerzy
- 2009–2011:  Boris Jemelin
- 2012:  Andriej Waganow
- 2012–2021:  Kałojan Petkow
- 02.2022–06.2022:  Lucas Del Vecchio
- 07.2022–26.12.2022:  Iskandar Gejmat
- od 26.12.2022: / Aleksandr Semenow

## Struktura klubu

### Stadion
Drużyna rozgrywa swoje mecze domowe w Szymkent na stadionie Centrum piłkarski BIIK, który może pomieścić 3.000 widzów.

## Kibice i rywalizacja z innymi klubami

### Derby
- Ordabasy Szymkent